# Johannes Henricus Löser
Johannes Henricus Löser, bekend als Joh. H. Löser, (Amsterdam, 28 juni 1850 - aldaar, 9 mei 1921) was een Nederlands pianist, componist en dirigent.
Hij was zoon van meubelmaker Johannes Bernardus Meinolphus Löser en Ludovica Henrietta Kupper, wonende aan de Nieuwezijds Voorburgwal. Hijzelf bleef ongehuwd.
Hij kreeg zijn muziekopleiding van Frans Coenen, maar dan voornamelijk op de piano. Hij werd vervolgens koordirigent van Koninklijke Liedertafel "Apollo" (1876-1887), “Kunst en Vriendschap" (1883-1889) en "Vereenigde Zangers" (1883-1886). Daarna volgde nog een aanstelling van koordirigent in de Basiliek van de Heilige Nicolaas. Hij was tevens muziekdocent.
Hij schreef werken die al in de tweede helft van de 20e eeuw vergeten waren:
- opus 3: Drie liederen voor zangstem met pianobegeleiding op tekst van Klaus Groth (nr. 1: Es glänzt in der Muschel die Perle; 2: Wenn ein müder Leib begraben; 3: Die Linde)
- opus 4: De kleinste voor mannenkwartet a capella op tekst van Jan Pieter Heije,
- opus 5: Neerlands juichtoon, voor vierstemmig mannenkoor met ad libitum pianobegeleiding
- opus 9: Mijn land; lied voor eene zangstem met klavierbegeleiding op tekst van Johanna Francisca Bongartz-Smeets
- opus 12: Twee liederen voor eene zangstem met klavierbegeleiding (nr. 1: Het ouderhuis)
- opus 13: twee humoristische liederen (nr.2 : Ik ben wat mans op tekst van mevrouw Bongartz-Smeets
- opus 15: De liefste plek voor mannenkoor
- opus 18: Herdenking voor mannenkoor,
- opus 22: Liedeke (Mandolinata), voor zangstem met klavierbegeleiding op tekst van Jan Dirk Cornelis van Dokkum
- opus 22b: Elfenland, voor zangstem met klavierbegeleiding op tekst van Jan Dirk Cornelis van Dokkum (uitgeverij Alsbach)
- opus 23a: Viooltjes, voor gemengd koor a capella op tekst van Jan Pieter Heije
- opus 24a: Verloren op tekst van Jan Jakob Lodewijk ten Kate
- opus 24b: Het liedje mijner kindsheid
- opus 26: Twee duetten voor twee zangstemmen met klavierbegeleiding (nr. 1: Als ‘k opzie tot de sterren op tekst van mevrouw Bongartz-Smeets) (uitgeverij Alsbach)
- opus 27: Excelsior voor mannenkoor a capella
- Twee liederen (nr. 1 Rozen en droomen; nr. 2: Liefdes lente op tekst van Frisius)
- Zachtheid, lied op tekst van Petrus Augustus de Génestet
- De Ruijterlied voor zangstem en piano op tekst van Jan Dirk Cornelis van Dokkum
- Rembrandtliedje op test van Jan Dirk Cornelis van Dokkum
- Jubellied ter eere van het Heilig Sacrament van Mirakel bij de viering van het XIde Halve Eeuwgetij (1895) op telst van mevrouw Bongartz-Smeets
- drie missen
- twee priesterfeestcantates
- een strijkkwartet
- romance voor viool en piano (opus 20)